# Шильцов, Павел Саввич
Павел Саввич Шильцов (1820—1893) — русский художник (жанрист и портретист), академик Императорской Академии Художеств.

## Биография
Родился в 1820 году. Обучался в Санкт-Петербургской лютеранской школе Св. Екатерины. Вольноприходящий учащийся Императорской Академии художеств по направлению исторической живописи у А. Г. Варнека, позже — у К. П. Брюллова.
В 1847 году был удостоен звания неклассного художника живописи исторической и портретной. Получил звание «назначенного в академики» (1850). В 1862 году за портрет с натуры «Мальчик разносчик» был удостоен звания академика.
Много лет преподавал рисование в Анненской лютеранской школе в Санкт-Петербурге. Год смерти точно не известен, по некоторым данным — 1893 год.
Шильцов написал много портретов с натуры. В музее Академии Художеств находится его картина «Монахиня». Написанный им в 1859 году портрет художника Ломтева был выставлен на Всероссийской выставке 1882 года в Москве.
Участник Санкт-Петербургского собрания художников (в 1863—1864 годах — Клуб художников).
Исполнил иконостасы в церкви Святой Параскевы в Вильне и в Успенском соборе в Хельсинки. Особенностью иконостаса Успенского собора является то, что иконы выполнены не в традиционной для православия византийской манере, а в стиле художников эпохи Возрождения.
В 1880 году в храме Христа Спасителя в Москве написал икону для главного иконостаса в верхнем ярусе. В 1882—1883 годах расписал плафон и стены в церкви Петербургской женской рисовальной школы. Также написал иконы Никольской церкви Сортавалы и выполнил роспись Успенского собора в Хельсинки.
До настоящего времени (2018) единственным полностью сохранившимся иконостасом Шильцова является иконостас Успенского собора в Хельсинки.
За работы в Успенском соборе в Хельсинки был награждён орденом Св. Станислава 3-й степени.

## Галерея
- Портрет девочки
- Портрет Н. П. Ломтева (1859)
- Мальчик с петухом (1862)
- Монахиня (1870)
- Дитя

- Праотец Ной
- Пророк Давид
- Пророк Даниил
- Богоматерь Знамение